# 普耶弗朗赛
普耶弗朗赛（法語：Pouilley-Français，法語發音：[pujɛ fʁɑ̃sɛ]）是法国杜省的一个市镇，属于贝桑松区。

## 地理
普耶弗朗赛（47°12'26"N, 5°50'40"E）面积6.08 平方千米，位于法国勃艮第-弗朗什-孔泰大區杜省，该省份为法国东部内陆省份，北起上索恩省，西接汝拉省，东部及东南部与瑞士接壤，东北部与贝尔福地区省接壤。
与普耶弗朗赛接壤的市镇（或旧市镇、城区）包括：达讷马里叙克雷特、科尔孔德赖、圣维特、维莱比宗。

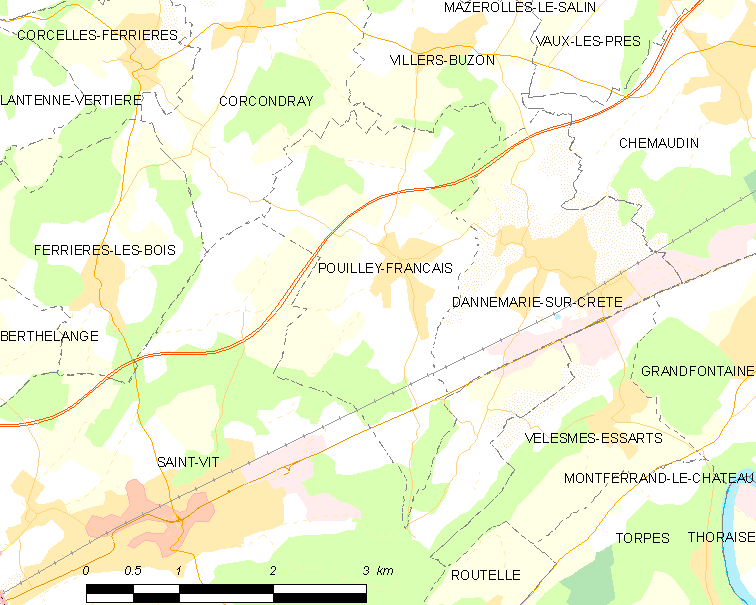
普耶弗朗赛的OSM定位图

普耶弗朗赛的时区为UTC+01:00、UTC+02:00（夏令时）。

## 行政
普耶弗朗赛的邮政编码为25410，INSEE市镇编码为25466。

## 政治
普耶弗朗赛所属的省级选区为圣维特县。

## 人口

1962-2008年间普耶弗朗赛人口变化图示

普耶弗朗赛于2022年1月1日时的人口数量为824人。